# یوهان کاراسو
یوهان کاراسو (انگلیسی: Johann Carrasso؛ زادهٔ ۷ مهٔ ۱۹۸۸) بازیکن فوتبال اهل فرانسه است.
از باشگاه‌هایی که در آن بازی کرده‌است می‌توان به باشگاه فوتبال متس، باشگاه فوتبال استاد رنس، آ.اس موناکو، باشگاه فوتبال رن، و باشگاه ورزشی مون‌پلیه اشاره کرد.
وی همچنین در تیم ملی فوتبال زیر ۲۱ سال فرانسه بازی کرده‌است.